# Otto Ier de Schaumbourg

Otto Ier de Schaumbourg (né vers 1330 † 1404) fils d'Adolphe VII de Holstein-Pinneberg. Il devient comte de Holstein-Pinneberg et du comté de Schaumbourg comme successeur de son frère ainé Adolphe VIII de 1370 à sa mort. En 1377 il acquiert Sternberg du comté de Waldeck.
Il épouse d'abord Marguerite d'Oldenbourg puis le 25 juin 1368  Mathilde ou Mechthild de Brunswick-Lunebourg fille de Guillaume II de Brunswick-Lunebourg et veuve Louis de Brunswick-Lunebourg († 1367) qui lui donne les enfants suivants:
- Adolphe X ou IX  (né vers 1370; † 9 octobre 1426)
- Guillaume (1379-1391)
- Elisabeth épouse de Bernard de Dorstadt
- Adelheid épouse de Dietrich de Hohnstein (†1417).